# سنت لوئیس
سنت لوئیس (به انگلیسی: St. Louis) شهر و بندری در ایالت میزوری کشور آمریکا است. این شهر پس از کانزاس سیتی دومین شهر بزرگ ایالت میزوری در ایالات متحده است. این شهر دومین شهر پرجمعیت در ایالت میزوری بوده و ۵۸اُمین شهر پرجمعیت ایالات متحده به‌شمار می‌آید. متروپل سنت لوئیس با احتساب مناطق اطراف آن جمعیتی نزدیک به سه میلیون نفر را در خود جای داده که یکی از بزرگ‌ترین متروپل‌ها در کشور آمریکا است.

## پیشینه
منطقه‌ای که بعدها سنت لوئیس شد مرکز سرخ‌پوستان فرهنگ میسیسیپیایی بود، که معابد و محل‌های سکونت فراوانی در دو سوی رود می‌سی‌سی‌پی ساخته شده بود. مرکز اصلی سکونت آن‌ها تپه‌های چاکیا، از سال ۹۰۰ میلادی تا سال ۱۵۰۰ فعال بود. به‌دلیل کارهای فراوان مهندسی که بر روی این سرزمین در محدود سنت لوئیس انجام شده بود این شهر با نام شهر تپه‌ها شناخته می‌شد. این تپه‌ها اکثراً در زمان توسعه شهر از بین رفتند. مردمان اصل سرخ‌پوست ساکن در این منطقه اکثراً سرخپوستان بودند که به زبان سو تکلم می‌کردند و مردم آسانژ نام داشتند.

## مکتشفان
مکتشفان اروپایی این منطقه را در سال ۱۶۷۳ به ثبت رسانیدند، هنگامی که لوئیس جولیت و ژاک مارکت از درون دره می‌سی‌سی‌پی مسافرت می‌کردند. پنج سال بعدتر رنه-رابرت کاولیر این منطقه را به عنوان فرانسه جدید، لا لویزیانا اعلام کرد.

## اولین شهروندان
اولین شهروندان اروپایی در این منطقه در سال‌های دهه ۱۶۹۰ و دهه ۱۷۰۰ در منطقه بالادست لویزیانا در شرق رود می‌سی‌سی‌پی در کاهکیا، کاساکیا، و قلعه شارلز سکونت گزیدند. مهاجران فرانسوی بعدها در دهه ۱۷۳۰ در سمت مقابل رودخانه شروع به سکونت کردند.

## پس از هفت سال جنگ
در سال ۱۷۶۴، هنگامی‌که فرانسوی‌ها در جنگ هفت ساله شکست خوردند پیر لاکلده و پدرخوانده‌اش آگوسته شاتو مکانی را که بعداً شهر سنت لوئیس شد را بنیان گذاشتند. سرزمین‌های فرانسوی شرق می‌سی‌سی‌پی به امپراتوری بریتانیا ملحق شدند و سرزمین‌های غرب رودخانه به اسپانیا واگذار شدند (هر دو فرانسه و اسپانیا در سده ۱۸ متحد بودند و هر دو کاتولیک مذهب بودند). نخستین خانواده‌های فرانسوی ساکن، اقتصاد شهر را بر مبنای تجارت پوست خز با اسانژها و سایر سرخ‌پوستان در امتداد رود می‌سی‌سی‌پی بنیان نهادند. فرانسویان برده‌های آفریقایی را به عنوان خدمتکار و کارگر به خدمت می‌گرفتند.

## کنترل اروپاییان بر غرب می‌سی‌سی‌پی
از ۱۷۶۲ تا ۱۸۰۳ کنترل اروپاییان بر غرب می‌سی‌سی‌پی تا حد شمالی حوضه آبریز رود میزوری که لویزیانا (اسپانیای جدید) نامیده می‌شده به دست اسپانیایی‌ها بود. در سال ۱۷۸۰ در حین انقلاب آمریکا سنت لوئیس توسط بریتانیایی‌ها و عمدتاً توسط متحدان سرخ‌پوست آن‌ها مورد حمله قرار گرفت.

## اقتصاد
از شرکت‌های بزرگ صنعتی کشور که در این شهر قرار دارند می‌توان مونسانتو و مک‌دانل داگلاس را نام برد.

## ورزش
این شهر از ۱ ژوئیه تا ۲۳ نوامبر ۱۹۰۴ میلادی میزبان بازی‌های المپیک تابستانی ۱۹۰۴ که به‌طور رسمی با نام «بازی‌های المپیاد سوم» شناخته می‌شود، بوده‌است.
سنت لوئیس کاردینالز و سنت لوئیس رمز مهم‌ترین تیم‌های حرفه‌ای این شهر هستند.
یکی از مهمترین کشتی گیران wwe،بنام رندی اورتن از اهالی همین شهر است

## مراکز دانشگاهی
سه دانشگاه اصلی این شهر، دانشگاه واشینگتن در سنت لوئیس، دانشگاه سنت لوئیس و دانشگاه میزوری در سنت لوئیس هستند. دانشگاه واشینگتن در سنت لوئیس به ویژه دارای شهرت و آوازه ملی است.
بیمارستان یهودی بارنز در زمره برترین بیمارستان‌های آمریکا محسوب می‌گردد.

## مراکز فرهنگی و گردشگری
طاق گیت وی (واقع در یادبود توسعه ملی جفرسون) و موزه هنر میلدرد لین کمپر در این شهر قرار دارند.
این سایت شامل چشم‌اندازهای طبیعی بینظیری مانند کوه‌های آهکی ایلینویز و مسیر پرواز پرندگان مهاجر است. از عناصر تاریخی نیز می‌توان به خاکریزهای باستانی کاهوکیا اشاره کرد.

## نگارخانه

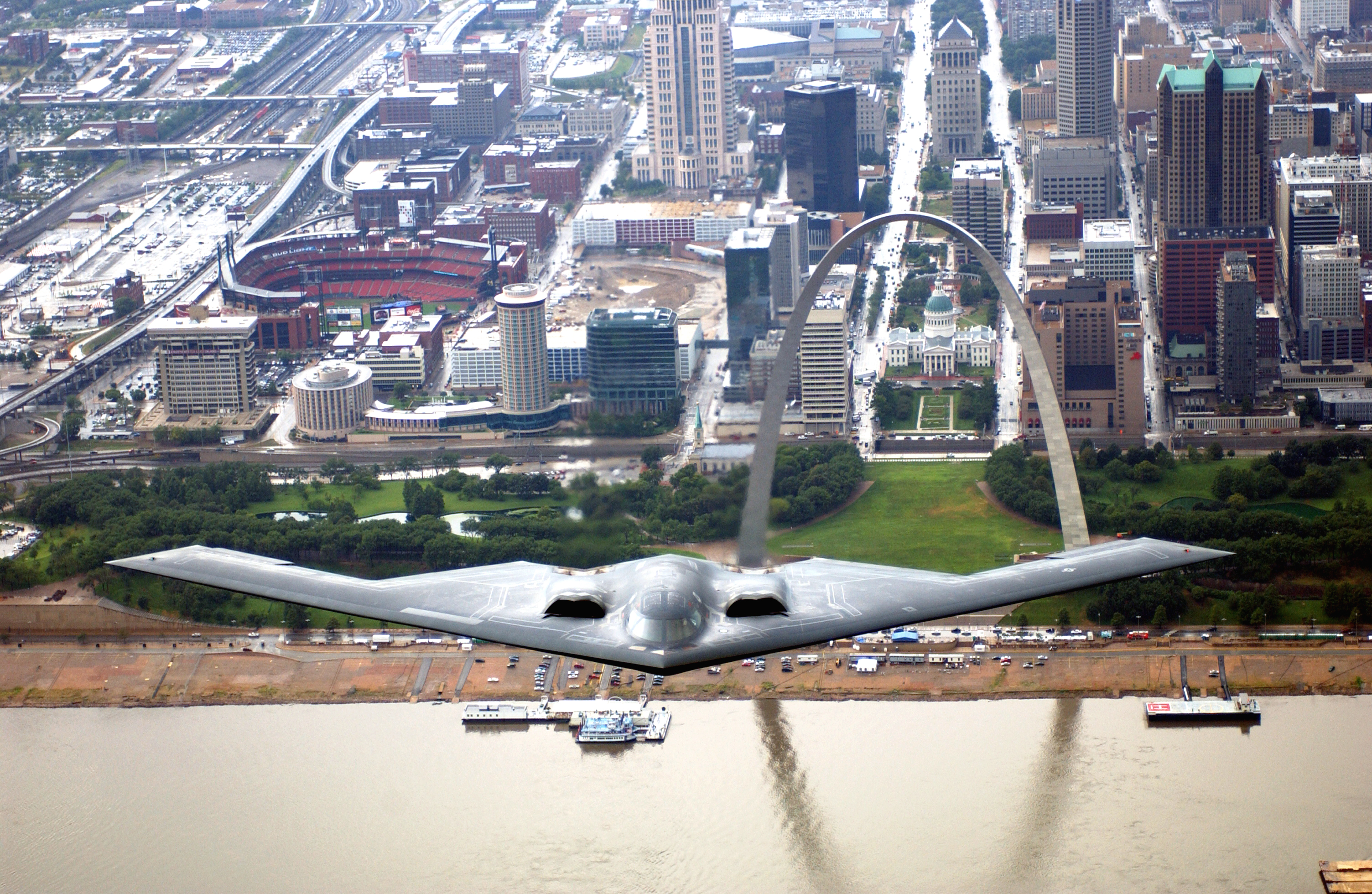
یک فروند بمب‌افکن ب-۲ بر فراز مرکز شهر سنت لوییس. شرکت مک‌دانل داگلاس در این شهر مستقر است.
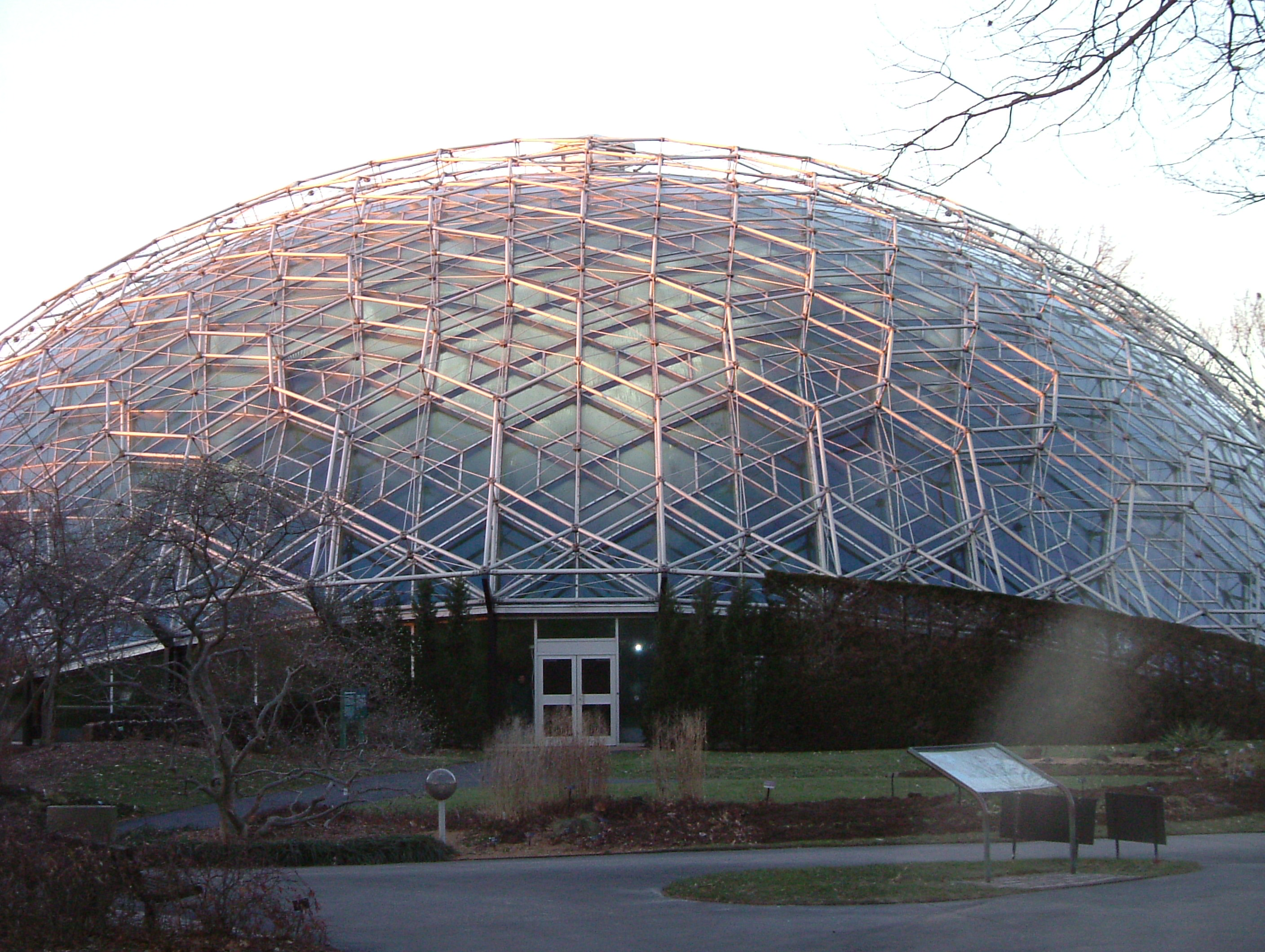
موزه گیاهشناسی
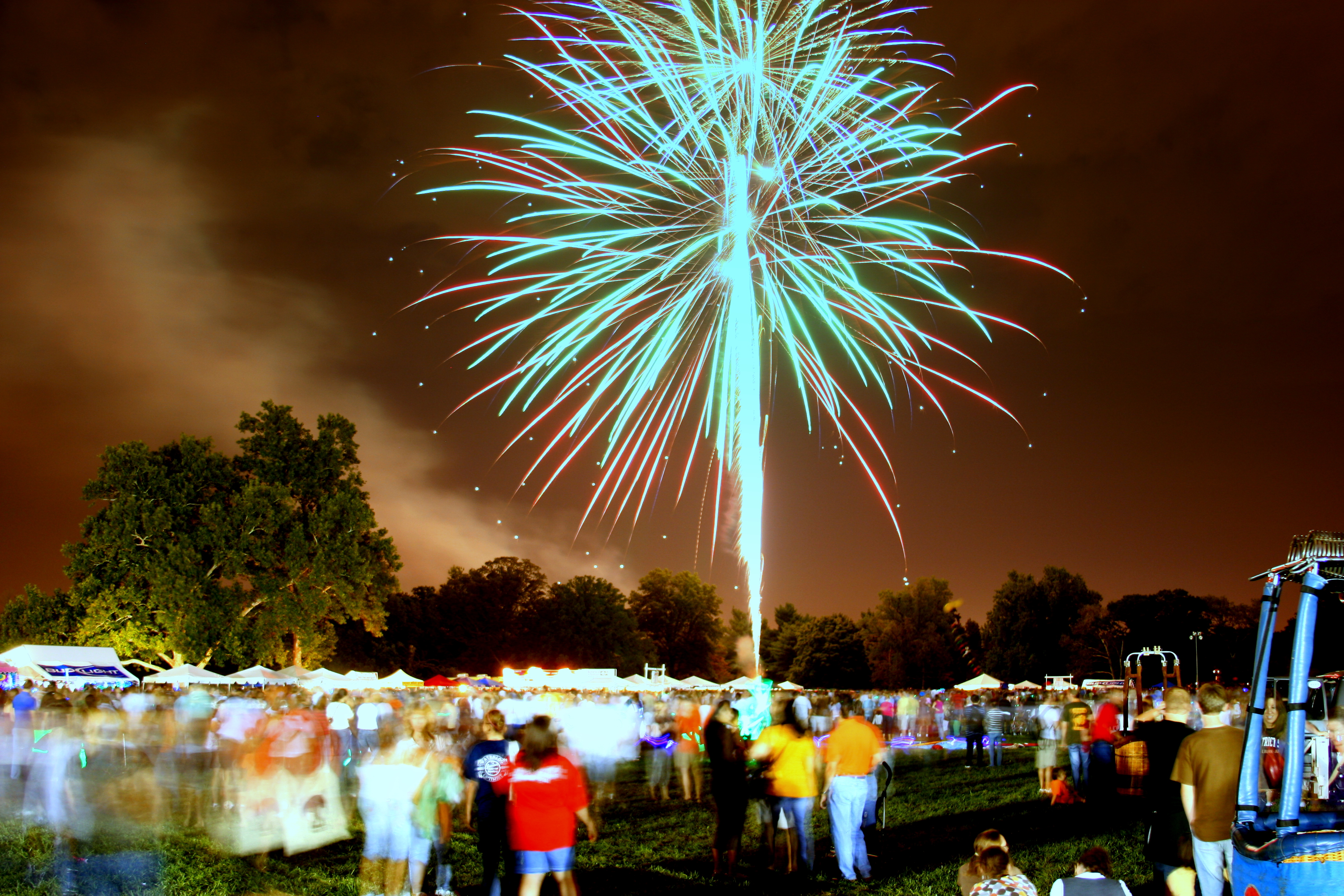